# Parque Pereira
Het Parque Pereira was een multifunctioneel stadion in Montevideo, de hoofdstad van Uruguay. Het stadion werd vooral gebruikt voor voetbalwedstrijden. Het stadion was een van de eerste die werd gebouwd in Latijns-Amerika. Er is plek voor 40.000 toeschouwers.
De eerste wedstrijd werd gespeeld op 28 oktober 1917, toen CA Peñarol tegen Club Nacional speelde. Dit was overigens ook de laatste wedstrijd, op 2 mei 1920. Het stadion werd in dat jaar afgebroken om plaats te maken voor een atletiekveld.

## Copa América
Dit stadion is gebruikt voor Copa América van 1917, de tweede editie van dat toernooi. Alle wedstrijden op dat toernooi werden in dit stadion gespeeld. Het toernooi werd toen gespeeld met 1 groep, alle landen speelden een keer tegen elkaar. Het gastland Uruguay won het toernooi.
| № | Datum             | Wedstrijd             | Uitslag | Copa América |
| - | ----------------- | --------------------- | ------- | ------------ |
| 1 | 30 september 1917 | Uruguay – Chili       | 4 – 0   | Groep        |
| 2 | 3 oktober 1917    | Argentinië – Brazilië | 4 – 2   | Groep        |
| 3 | 6 oktober 1917    | Argentinië – Chili    | 1 – 0   | Groep        |
| 4 | 7 oktober 1917    | Uruguay – Brazilië    | 4 – 0   | Groep        |
| 5 | 12 oktober 1917   | Brazilië – Chili      | 5 – 0   | Groep        |
| 6 | 14 oktober 1917   | Uruguay – Argentinië  | 1 – 0   | Groep        |